# Kunihiro Iwasaki
Kunihiro Iwasaki, född 5 oktober 1944, är en japansk före detta simmare.
Iwasaki blev olympisk bronsmedaljör på 4 x 200 meter frisim vid sommarspelen 1964 i Tokyo.